# 塩化バナジウム(II)
塩化バナジウム(II)（えんかバナジウム(II)、Vanadium(II) chloride）は化学式が VCl2 と表される無機化合物である。既知のバナジウムの塩化物の中で最も酸化数が低い。バナジウムの電子配置は d3 の四重項状態で、Cr(III) のものと等しい。塩化バナジウム(II) の外見は塩化ナトリウムの結晶のような固体で、V-Cl結合が繋がって高分子状になっている。他の二ハロゲン化物 VBr2 や VI2 も知られており、VCl2 と構造的、化学的性質が類似している。

## 合成
VCl3 に熱を加えると不均化して VCl4 と VCl2 に変わる。VCl4 は揮発性であり、VCl2 が残る。
{\displaystyle {\ce {2VCl3->VCl2\ +VCl4\uparrow }}}

## 性質
VCl2 は強力な還元剤で、ハロゲン化アルキルを還元的にカップリングできるだけでなく、スルホキシドをスルフィドに、有機アジドをアミンにまで還元することができる。いくつかの誘導体は窒素分子をヒドラジンとアンモニアに還元できることも分かっている。
VCl2 は水に溶けると [V(H2O)6]2+ イオンを生成する。この水溶液を蒸発させると [V(H2O)6]Cl2 の結晶が生じる。